# Klingspor

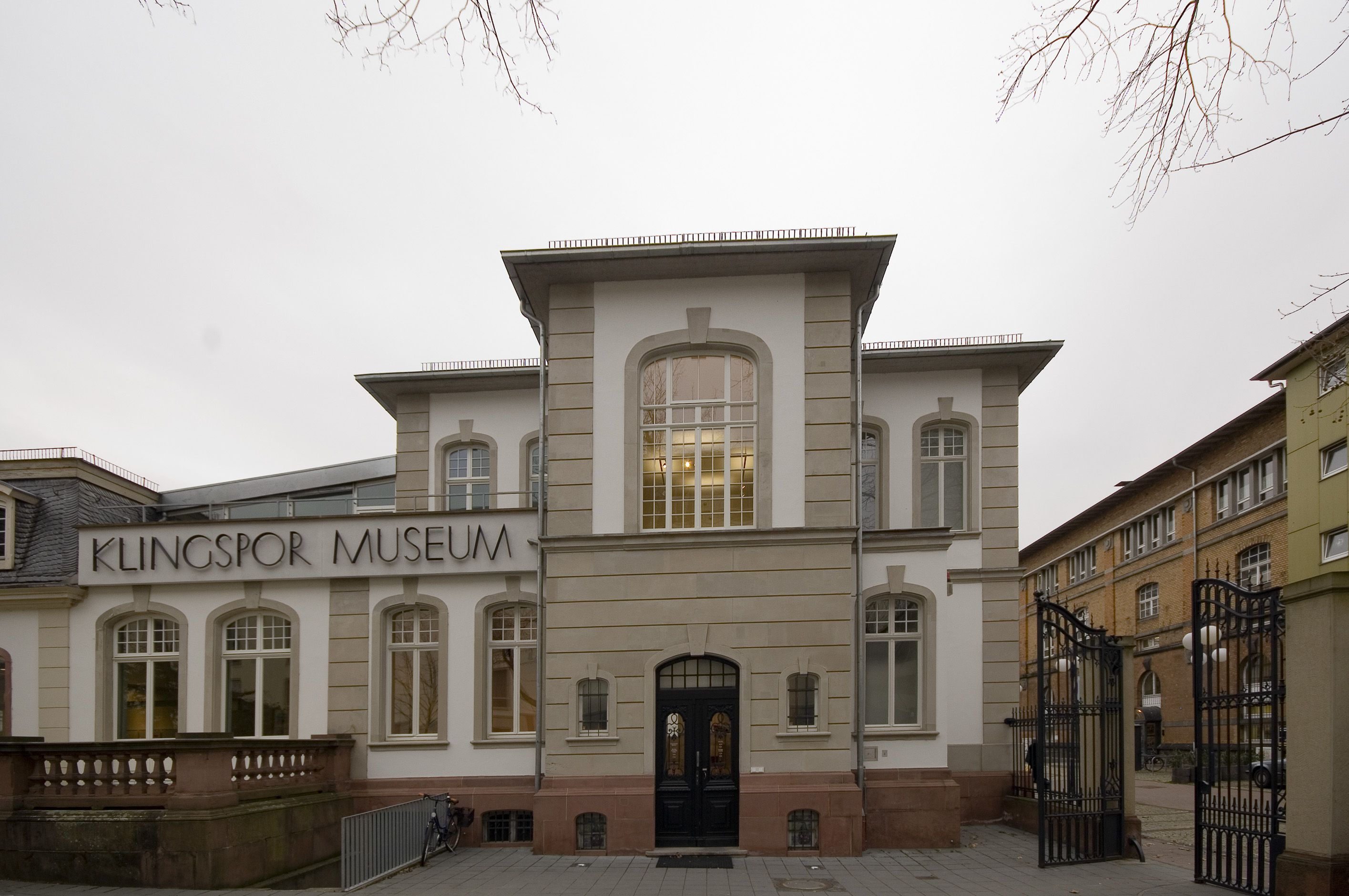
Klingspormuseum

Klingspor (voluit: Schriftgiesserei Gebrüder Klingspor) was een beroemde lettergieterij en –uitgeverij.

## Geschiedenis
Karl Klingspor (vader) verwierf op 26 juli 1892 de Rudhardsche Giesserei in Offenbach am Main.
Deze lettergieterij was al in 1842 opgericht door Johann Peter Nees, Philipp Rudhard en Johann Michael Huck.
Na 1904 leidden zijn zonen Karl en Wilhelm Klingspor het bedrijf en werd op 1 januari 1906 de naam veranderd in Gebrüder Klingspor.
Sindsdien maakte het bedrijf furore in de markt van lettertypes. Bekende ontwerpers waaronder Rudolf Koch, Walter Tiemann, Peter Behrens, Karlgeorg Hoefer, Otto Hupp, Otto Eckmann, Rudo Spemann, Victor Hammer, en Hans Kühne leverden voor Klingspor enkele meesterwerken van lettertypes. Willi Harwerth werkte vanaf 1936 als tekenaar bij de lettergieterij, waar hij de heraldiekafbeeldingen, illustraties en houtgravures verzorgde. Harwerth maakte daar ook boekillustraties, boekomslagen en vignetten voor sprookjes en liedboeken.
In 1956 sloot de gieterij haar deuren. D. Stempel AG was sinds 1917 grootaandeelhouder en had het bedrijf inmiddels al ruim tien jaar overgenomen, en zette het uitgeven van Klingspors lettertypes voort.
Vandaag de dag worden nog vele van hun lettertypes als digitale versie verkocht door Linotype, die Stempel op haar beurt had overgenomen in 1985.

## Museum
Een groot deel van de oude inventaris van het voormalige Klingspor, zoals tekeningen van Rudolf Koch en andere ontwerpers, lettertype voorbeelden en boeken met hun lettertypes, zijn ondergebracht in het Klingspor-Museum in Offenbach.

Dit museum, alsmede de oorspronkelijke lettergieterij, heeft een nauwe band met de Offenbachse Ontwerpschool, dat na vele andere namen sinds 1970 is vernoemd tot HfG Offenbach.